# Universiteit van Edinburgh
De Universiteit van Edinburgh is een Britse universiteit opgericht in 1582. De universiteit is gevestigd in Edinburgh, Schotland. Het is een van de oude universiteiten van Schotland.
De universiteit is een van de grootste en meest prestigieuze van het Verenigd Koninkrijk en de wereld. Met een 17de plaats in de recente (2013) THES - QS World University Rankings, een 30ste plaats in de recente Global University Ranking een 6e plaats in Europa door het US News 'Best Global Universities' (en 28e in de wereld) en een 19e in de wereld volgens de QS 2016-2017 ranking wordt het gezien als een van de beste universiteiten ter wereld. De universiteit speelde een belangrijke rol in het ontstaan van Edinburghs reputatie als leidend intellectueel centrum tijdens de Verlichting en leverde een bijdrage aan de reputatie van de stad als het Athene van het Noorden. Enkele van de belangrijkste figuren van de moderne geschiedenis, zoals Charles Darwin, David Hume, Alexander Graham Bell en J.K. Rowling, zijn alumni van deze universiteit. De universiteit van Edinburgh is tevens lid van de prestigieuze Russell Group en de League of European Research universities en heeft het derde grootste budget van alle Britse universiteiten na Cambridge en Oxford.

## Geschiedenis
De oprichting van de universiteit wordt doorgaans toegeschreven aan Bisschop Robert Reid van de St. Magnus Cathedral, Kirkwall, Orkney-eilanden. De universiteit werd opgericht door een Royal Charter, verleend door Jacobus I van Engeland. Toen de universiteit was voltooid, was het de vierde universiteit van Schotland. Op dat moment had buurland Engeland slechts twee universiteiten.
In de 18e eeuw was de universiteit een van de centrale punten van de Europese verlichting en werd het een van de meest vooraanstaande universiteiten van het continent.
In 2002 werd de universiteit gereorganiseerd; de originele 9 faculteiten werden samengevoegd in drie ‘Colleges’. De universiteit bestaat nu uit de Colleges van Humanities and Social Sciences (HSS), Science and Engineering (CSE), en Medicine and Veterinary Medicine (MVM).

## Academische reputatie

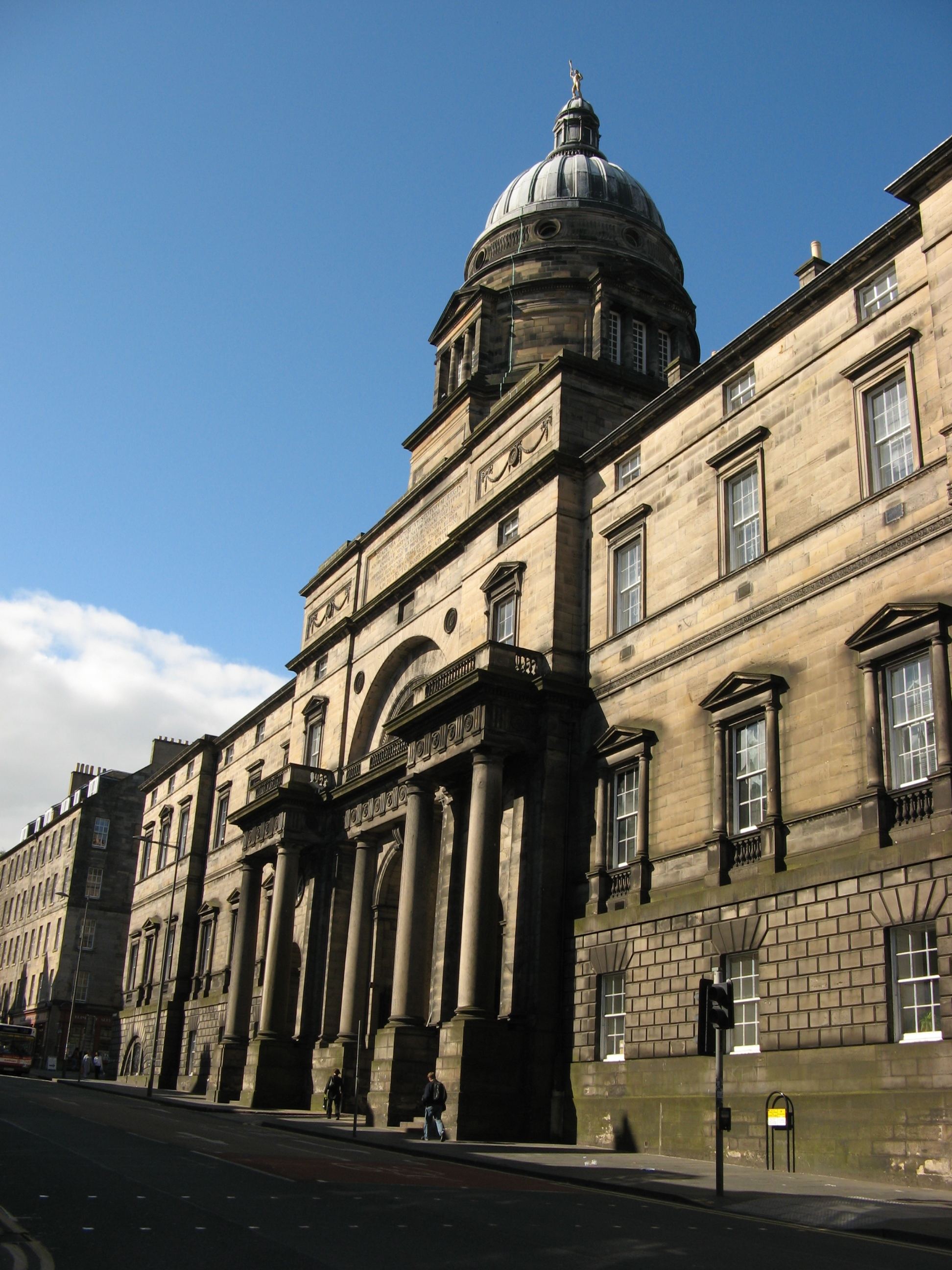
Het Old College gebouw

In het derde Europese verslag over Science & Technology Indicators (2004), samengesteld door de Europese Commissie, werd de Universiteit van Edinburgh als volgt gerangschikt:
- 5e in Europa
- 3e in het Verenigd Koninkrijk
- Citatie-impactscore: 1,35 (0,2 punten lager dan de leider, Universiteit van Cambridge)

In 2009 noteerde de Times Higher Education Supplement [THES] World University Rankings de universiteit op de volgende plaatsen:
- 20e in de wereld
- 5e in het Verenigd Koninkrijk
- 5e in Europa

De THE beoordeelt universiteiten ook per studierichting, via tabellen gepubliceerd op de THE-website. De Universiteit van Edinburgh kreeg in 2016 als beoordeling:
- 14e in de wereld voor arts and humanities
- 16e in de wereld voor computer science
- 20e in de wereld voor clinical, pre-clinical and health
- 21e in de wereld voor life sciences
- 43e in de wereld voor social sciences

De Academic Ranking of World Universities 2020 [ARWU] gaf de universiteit de volgende beoordeling:
- 5e in het Verenigd Koninkrijk
- 7e in Europa
- 31e in de wereld

The Guardian University Guide 2020 (complete universtiy guide) gaf de universiteit de volgende beoordeling:
- 16e in het Verenigd Koninkrijk, algemeen
- 10e in het Verenigd Koninkrijk voor architectuur
- 10e in het Verenigd Koninkrijk voor computerwetenschap
- 4e in het Verenigd Koninkrijk voor diergeneeskunde
- 5e in het Verenigd Koninkrijk voor geneeskunde
- 10e in het Verenigd Koninkrijk voor kunst en design

The Times Good University Guide 2020 gaf de Universiteit van Edinburgh een 16e plaats in de lijst van beste universiteiten van het Verenigd Koninkrijk. 

## Colleges en Scholen
De universiteit is als volgt onderverdeeld:

### College of Humanities and Social Science
- School of Arts, Culture and Environment
- School of Divinity
- School of Health
- School of History, Classics and Archaeology
- School of Law (Edinburgh Law School)
- School of Literatures, Languages and Cultures
- University of Edinburgh Business School
- Moray House School of Education
- School of Philosophy, Psychology and Language Sciences
- School of Social and Political Sciences

### College of Medicine and Veterinary Medicine
- School of Biomedical Sciences
- School of Clinical Sciences and Community Health
- School of Molecular and Clinical Medicine
- Royal School of Veterinary Studies

### College of Science and Engineering
- School of Biological Sciences
- School of Chemistry
- School of GeoSciences
- School of Engineering and Electronics
- School of Informatics
- School of Mathematics
- School of Physics

## Alumni en faculteit

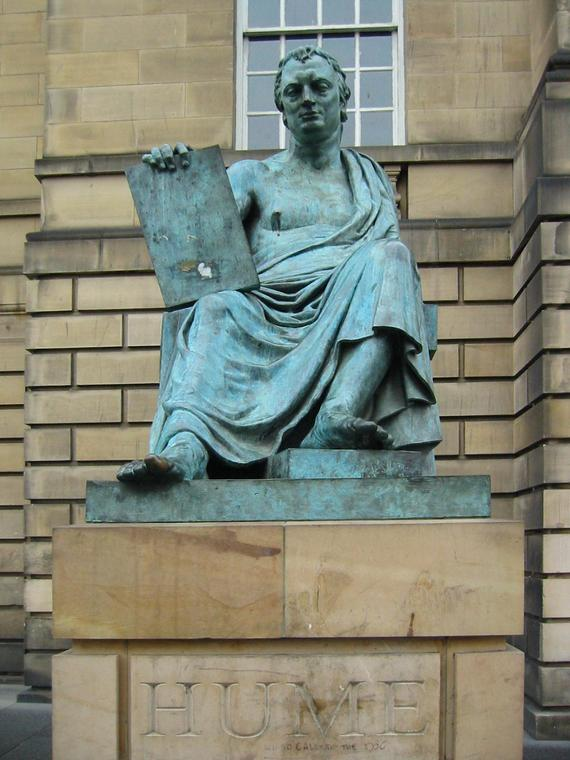
Standbeeld van David Hume

Onder de alumni en (oud-)faculteit van de universiteit bevinden zich tal van vooraanstaande personen, onder wie econoom Adam Smith, ondertekenaars van de Amerikaanse Onafhankelijkheidsverklaring James Wilson en John Witherspoon, Britse Premiers Gordon Brown, Lord Palmerston en Lord John Russell, uitvinder Alexander Graham Bell, natuuronderzoeker Charles Darwin, bioloog Ian Wilmut en zoöloog Honor Bridget Fell, natuurkundigen James Clerk Maxwell, Max Born, Sir David Brewster, Tom Kibble, Peter Guthrie Tait en Peter Higgs, schrijvers Sir Arthur Conan Doyle, Robert Louis Stevenson, J.M. Barrie en Sir Walter Scott, acteur Ian Charleson, componisten Kenneth Leighton, James MacMillan en William Wordsworth, scheikundigen Joseph Black en Daniel Rutherford, medische pioniers Joseph Lister en James Simpson, wiskundige Colin Maclaurin, wielrenner Sir Chris Hoy, filosoof David Hume, geoloog James Hutton, scheikundige en tweevoudig ontvanger van de Alexander von Humboldt Senior U.S. Scientists Award Narayan Hosmane, Dr. Valentin Fuster en wiskundige en president van de Royal Society of Edinburgh Sir Michael Atiyah.
Bij diploma-uitreikingen zet de vice-kanselier de Geneva Bonnet op bij afgestudeerden. De Geneva Bonnet is een hoed die volgens een legende oorspronkelijk gemaakt is van stof uit John Knox’ of George Buchanans broek.

## Galerij

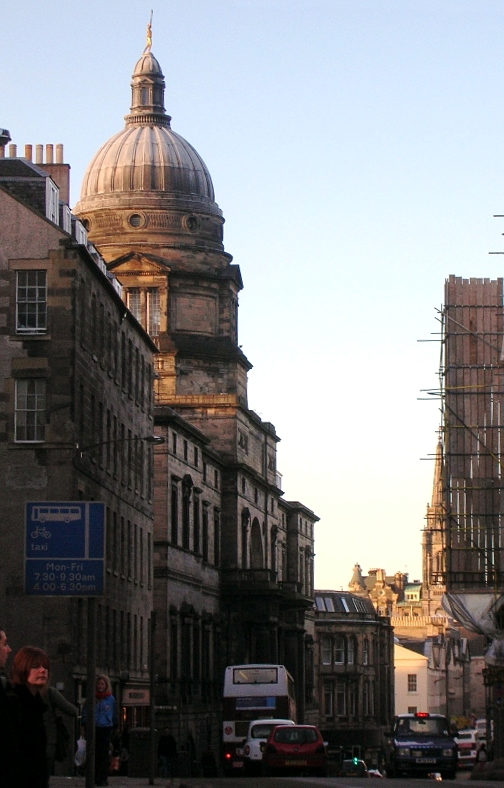
Het Old College
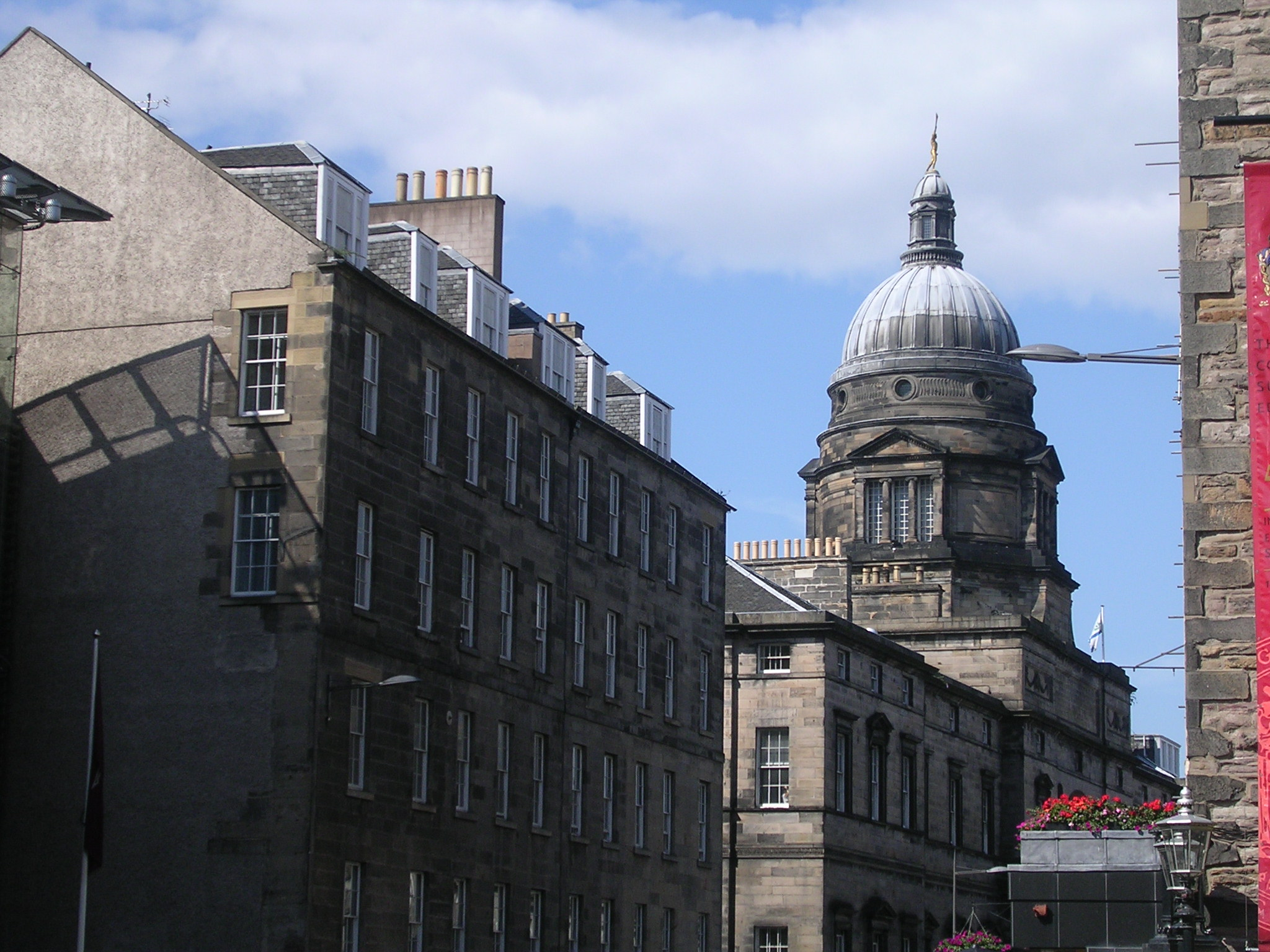
Old College dome
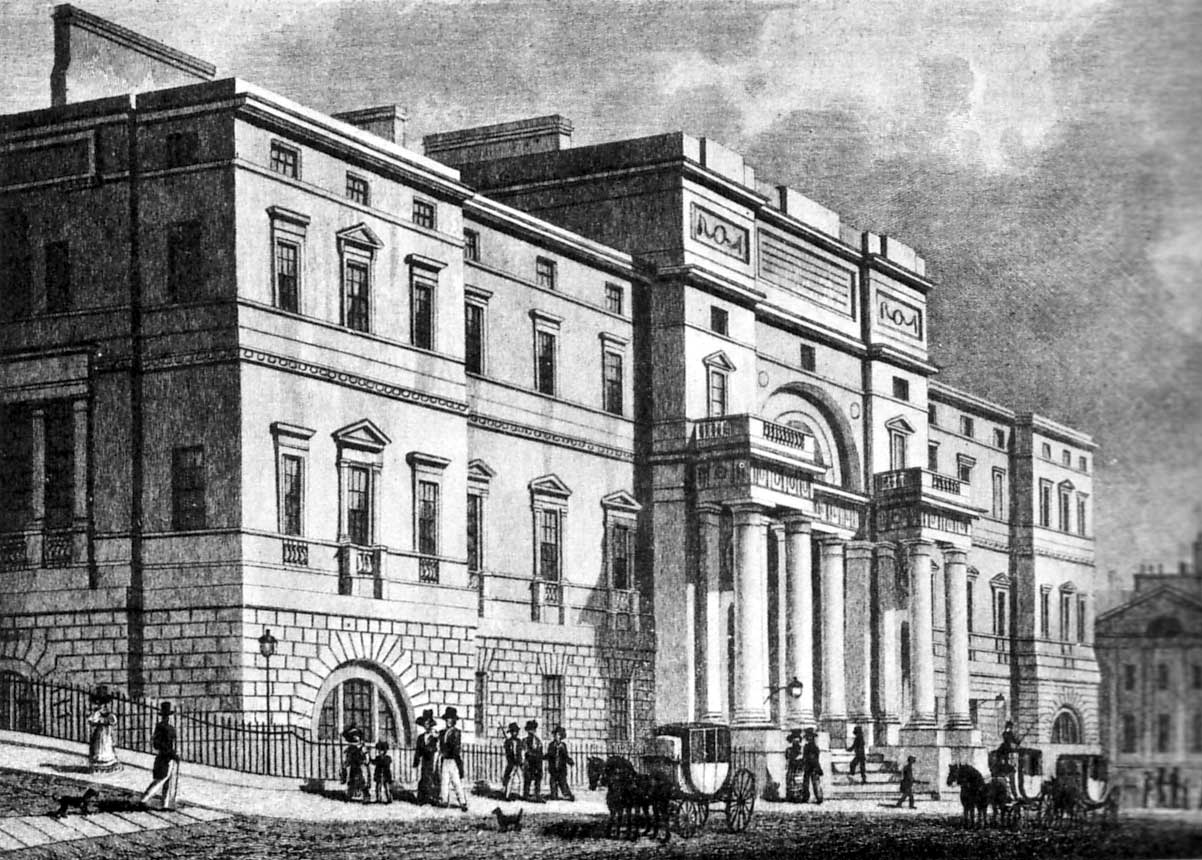
De oostkant van het oude College voordat de koepel werd toegevoegd in 1887
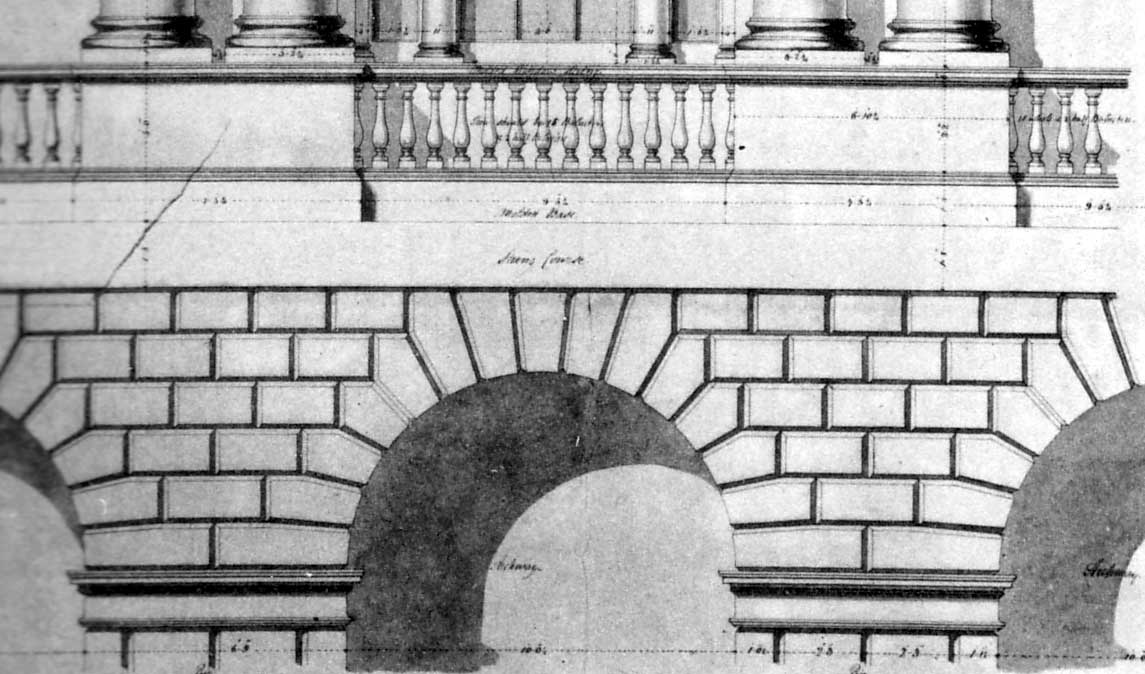
Detail van de zijde aan de courtyard
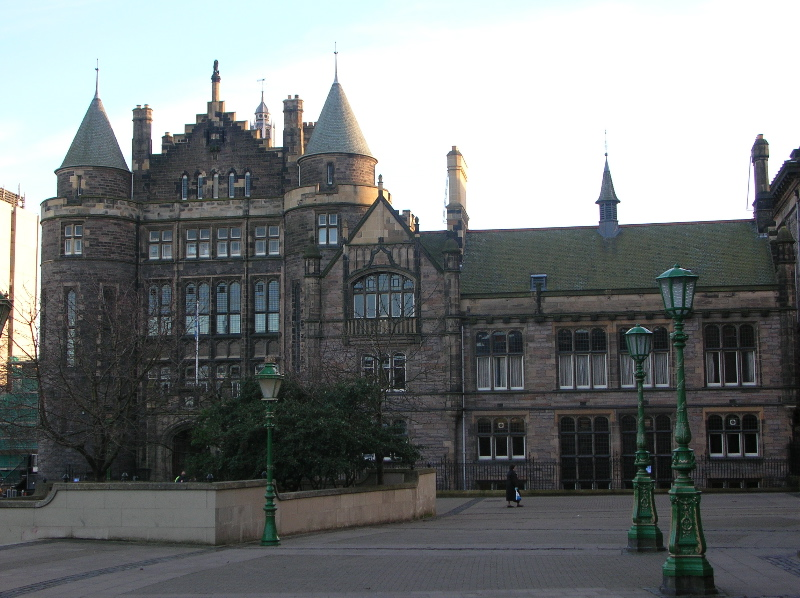
Students' Union - Teviot Row House
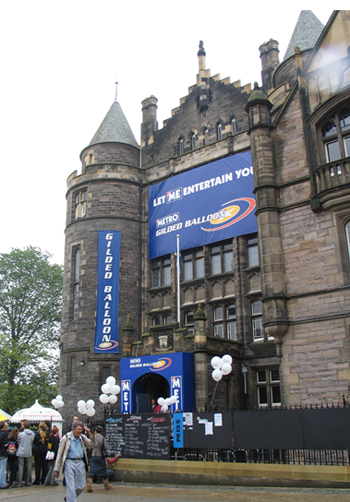
Teviot Row House
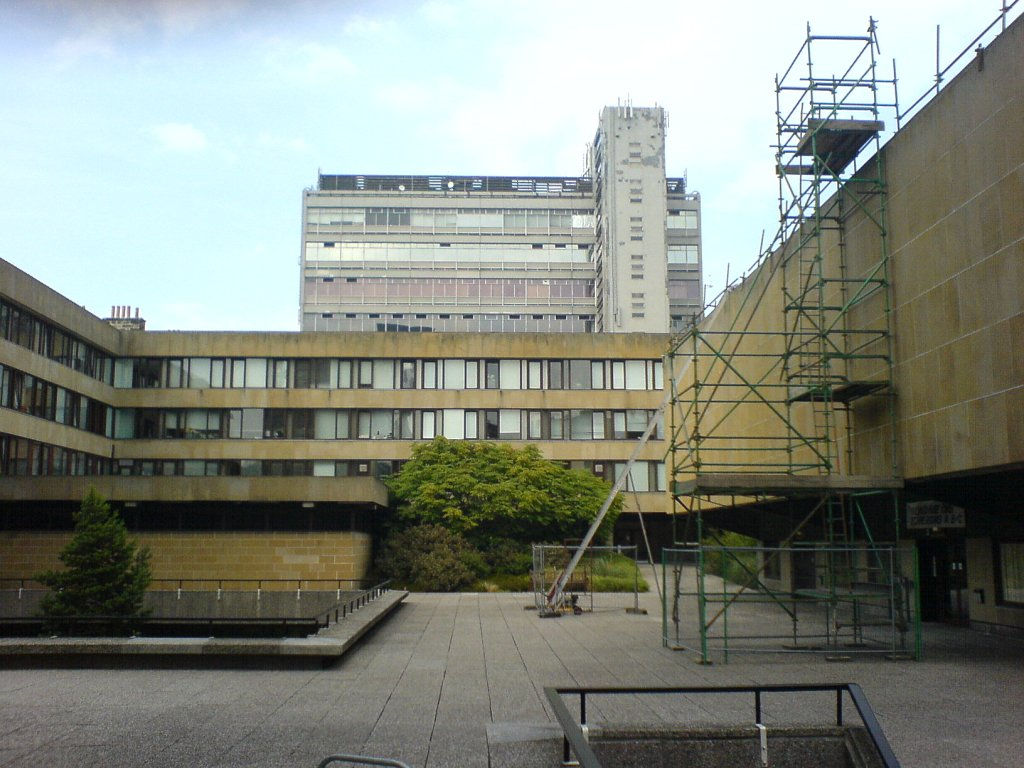
William Robertson Building en de Appleton Tower
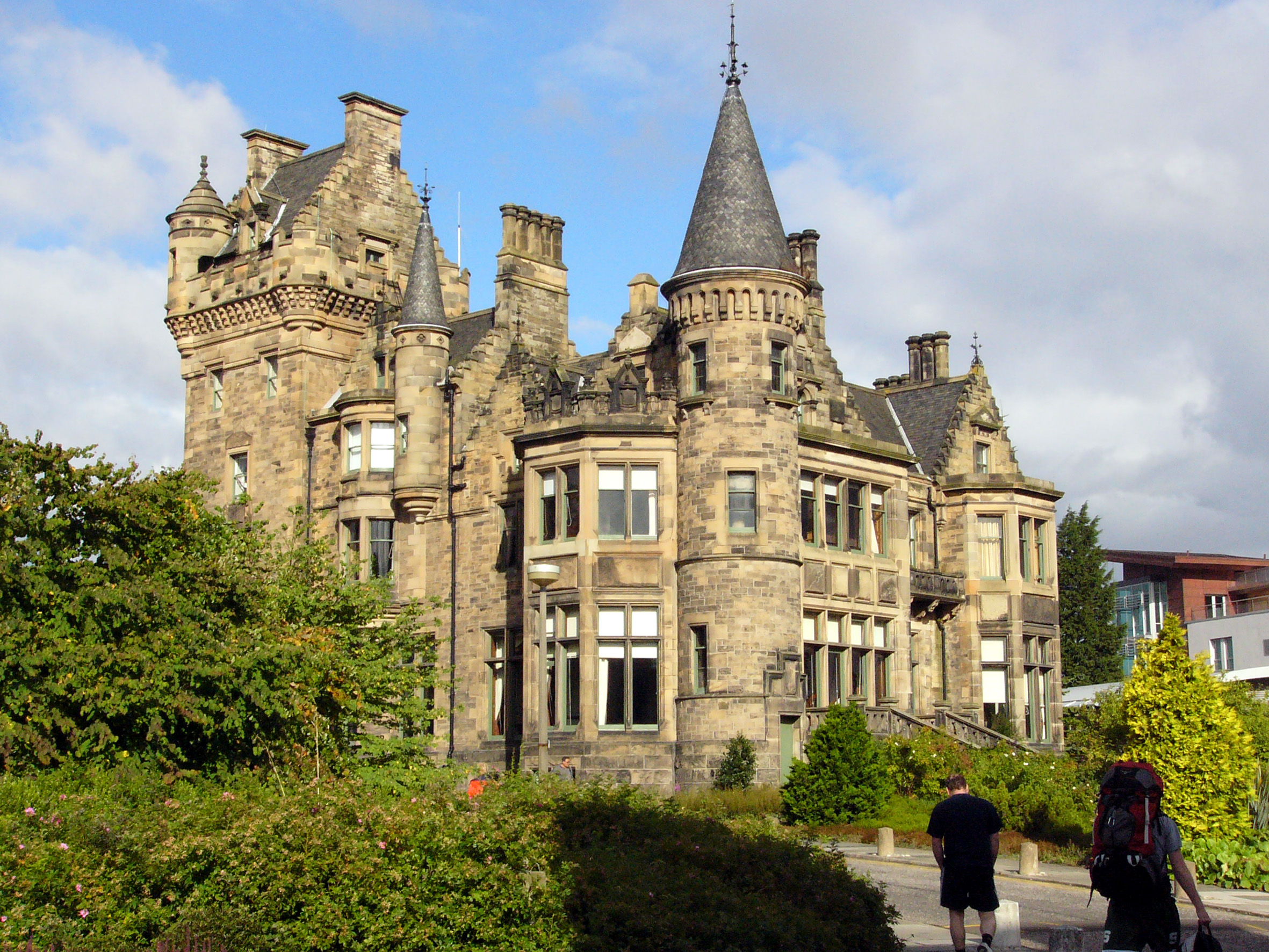
St Leonard's Hall, Pollock Halls of Residence
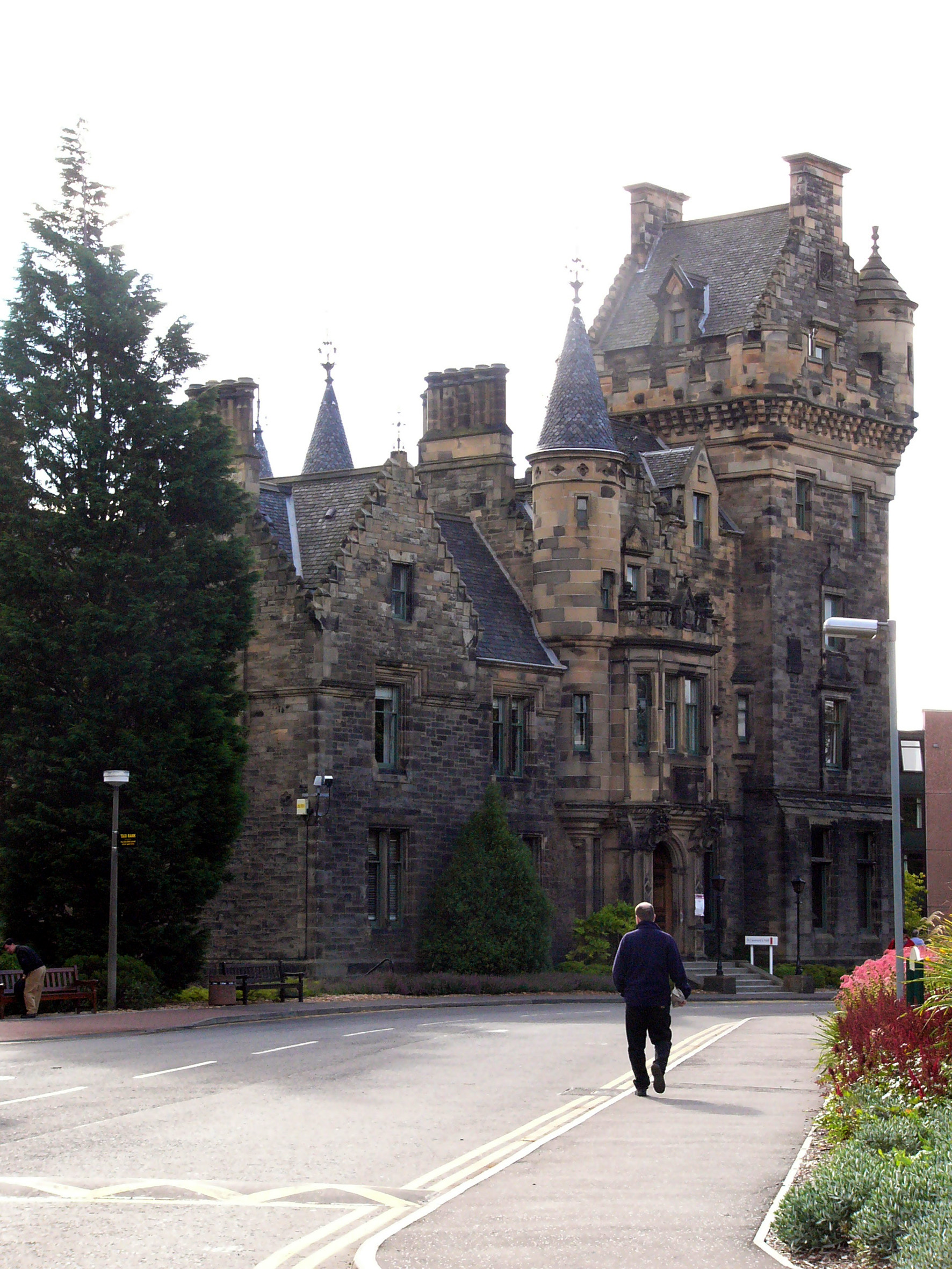
St Leonard's Hall, Pollock Halls of Residence
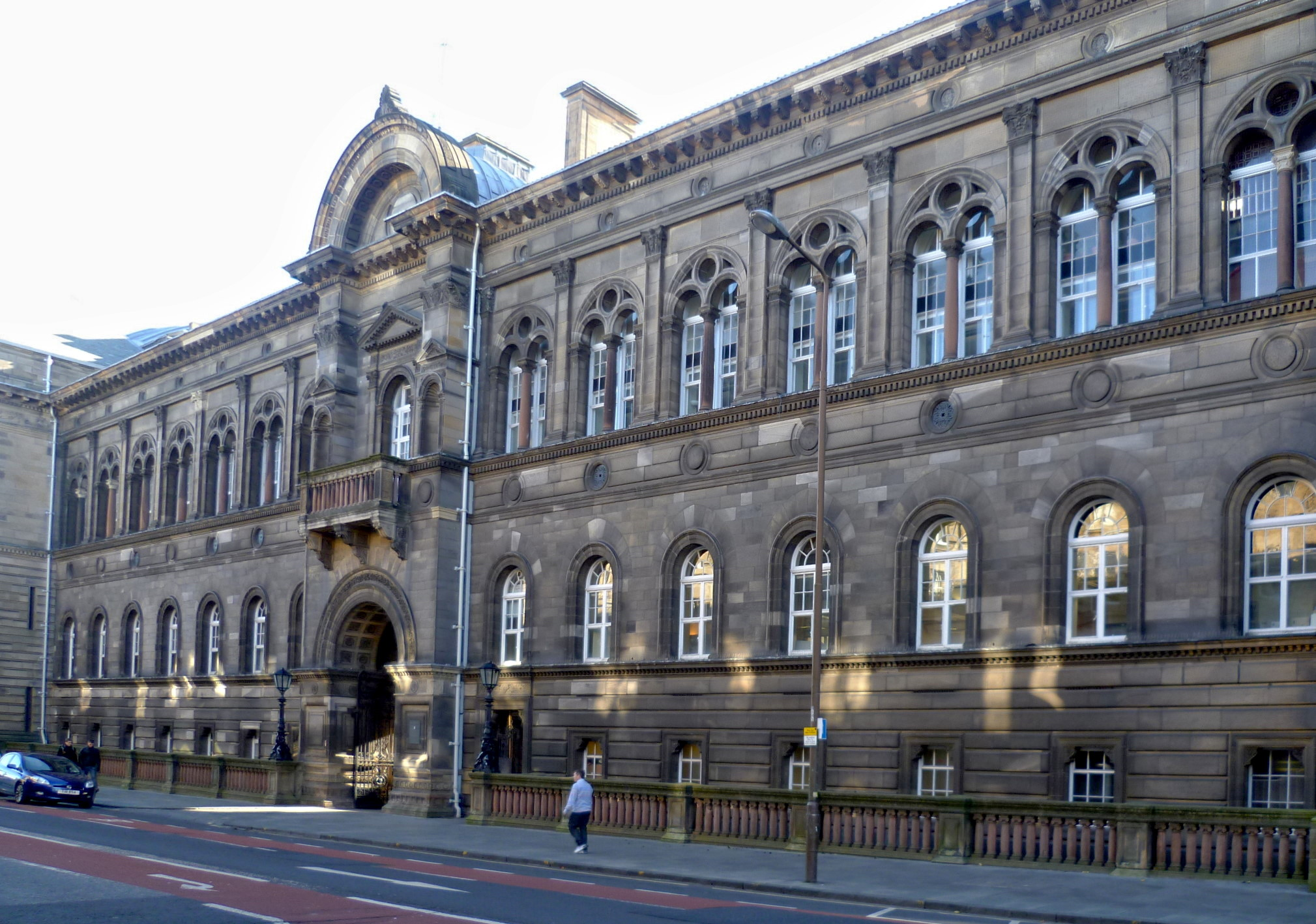
Edinburgh Medical School
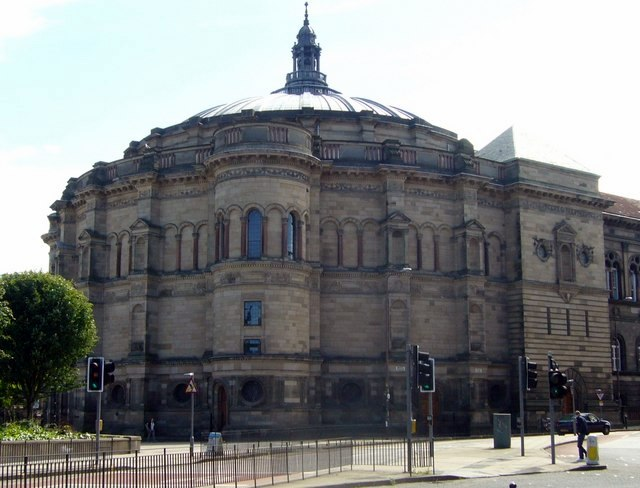
McEwan Hall
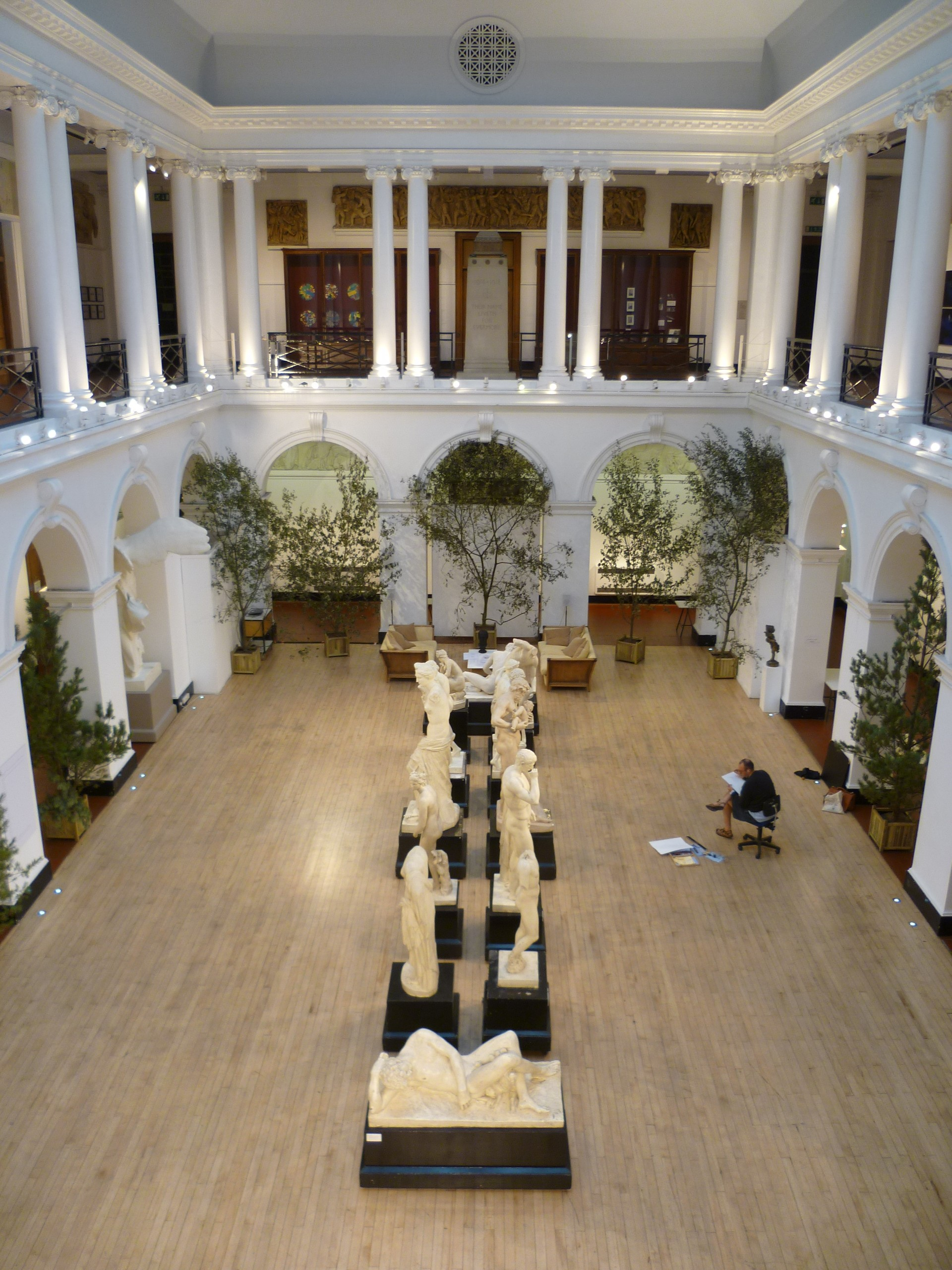
Edinburgh College of Art
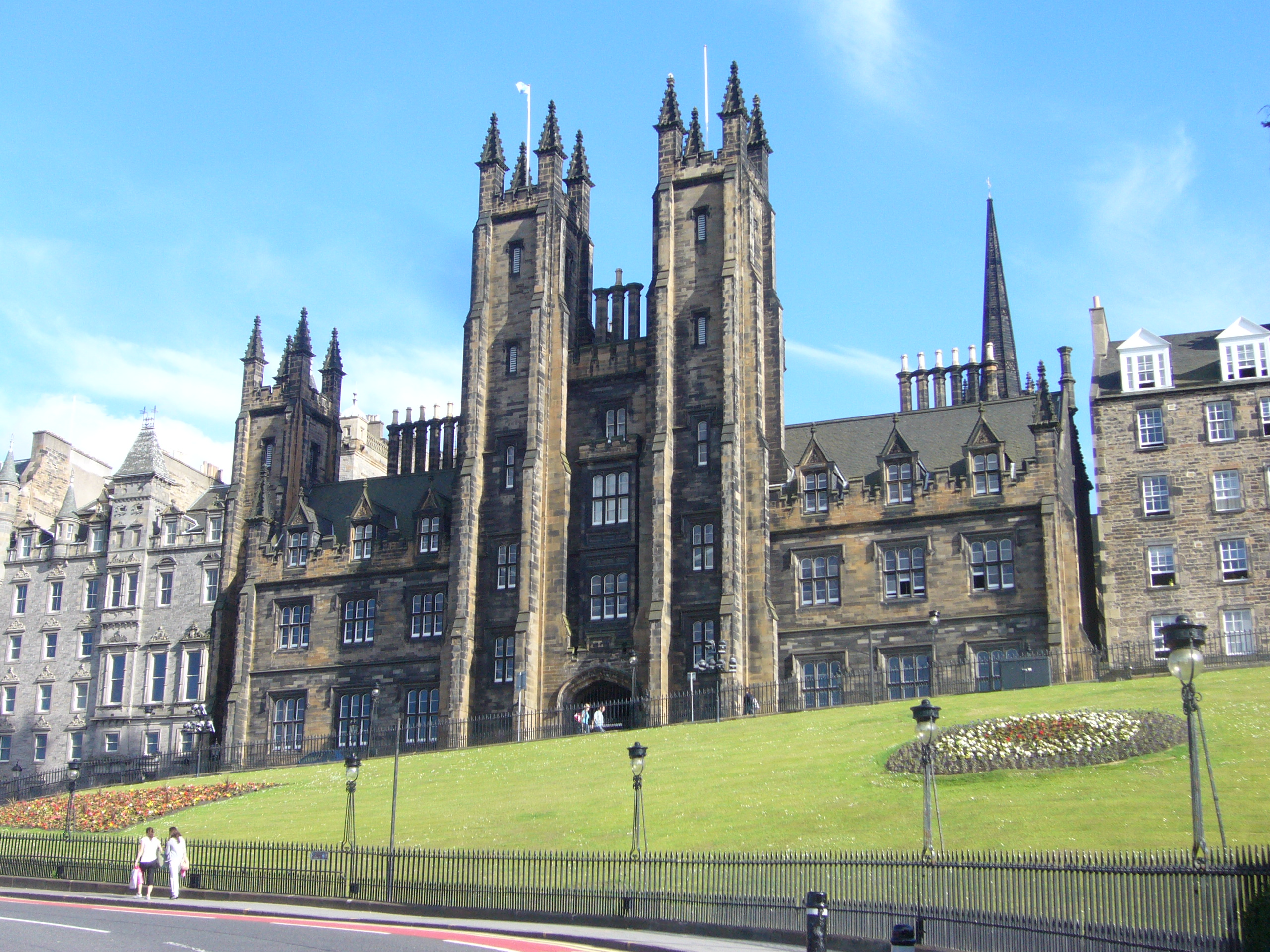
New College Edinburgh
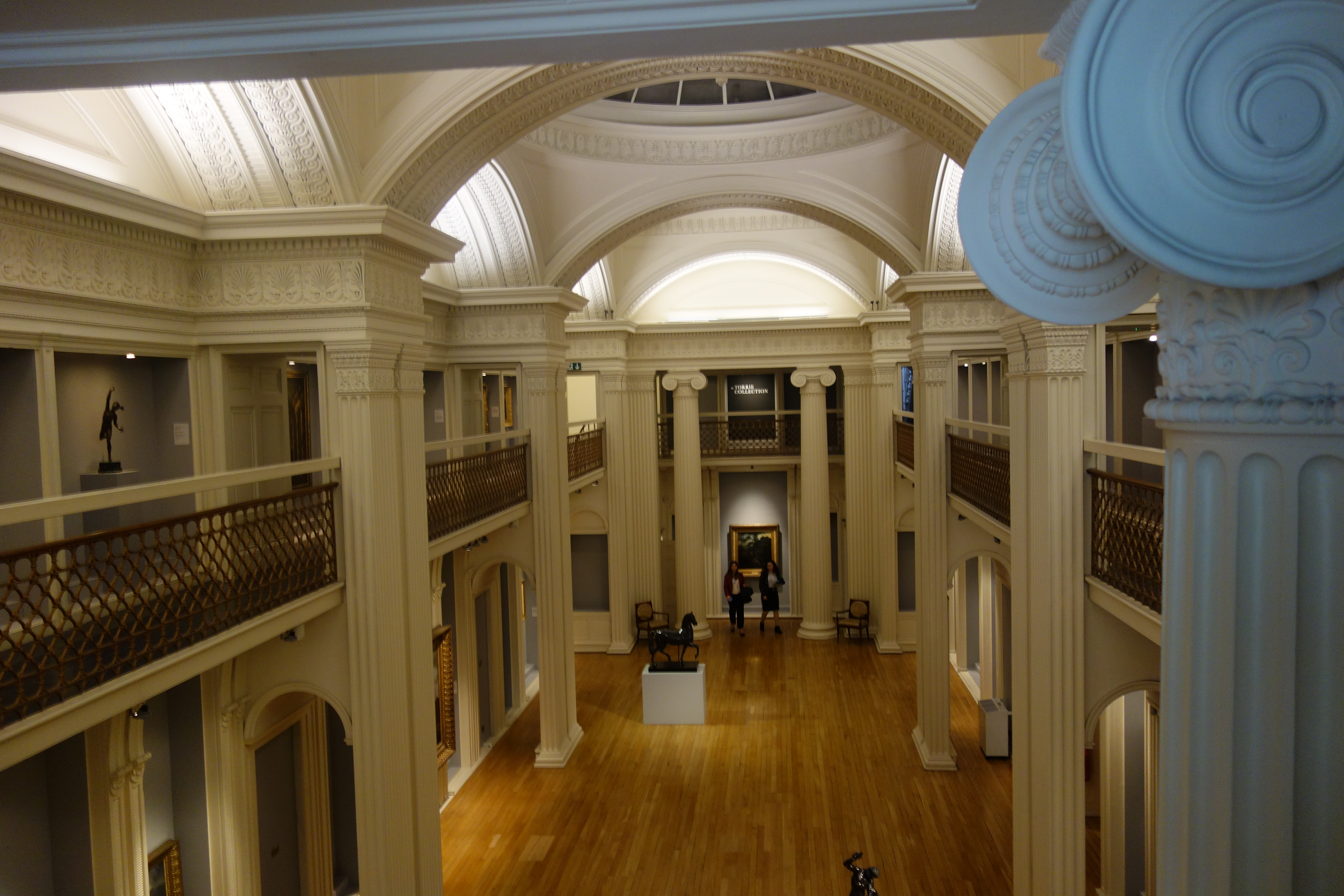
Talbot Rice Gallery
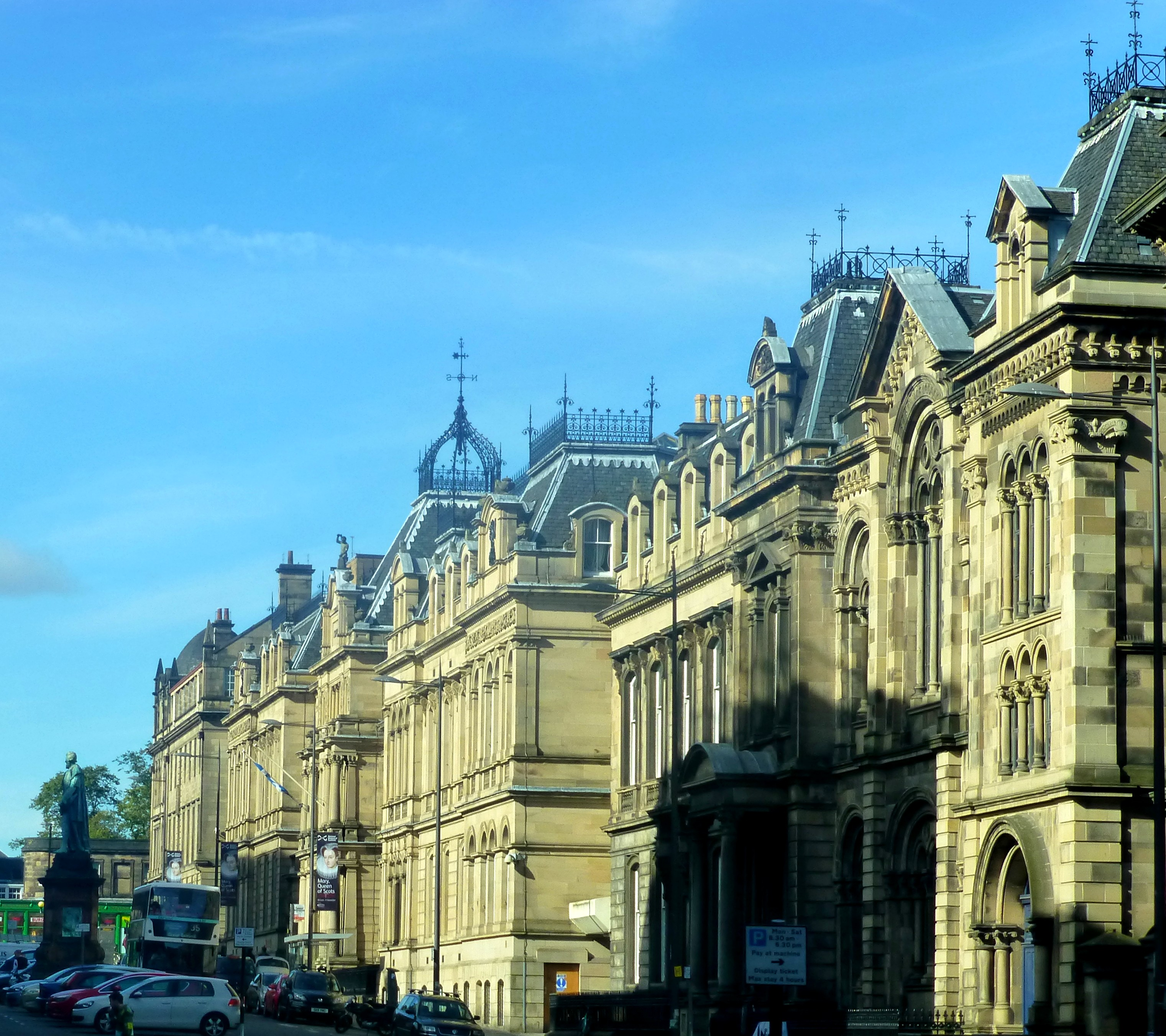
Minto House, Department van Architectuur aan de rechterzijde
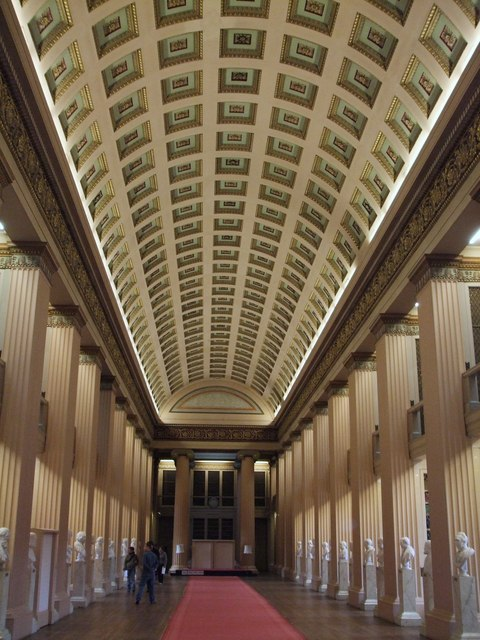
Playfair Bibliotheek
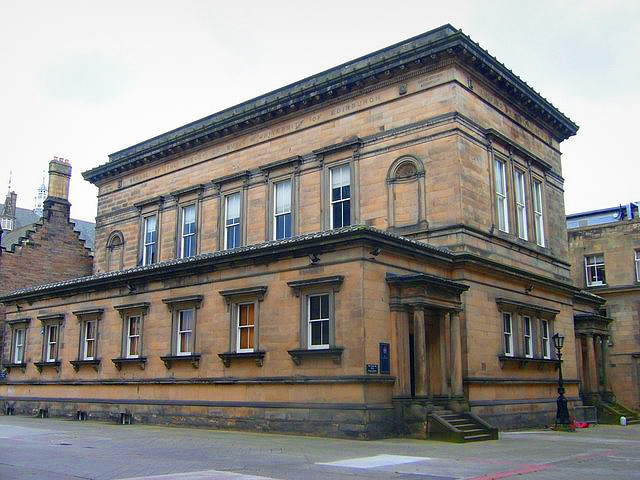
Reid concert gebouw huisvest het oudste muziekinstrumenten museum ter wereld
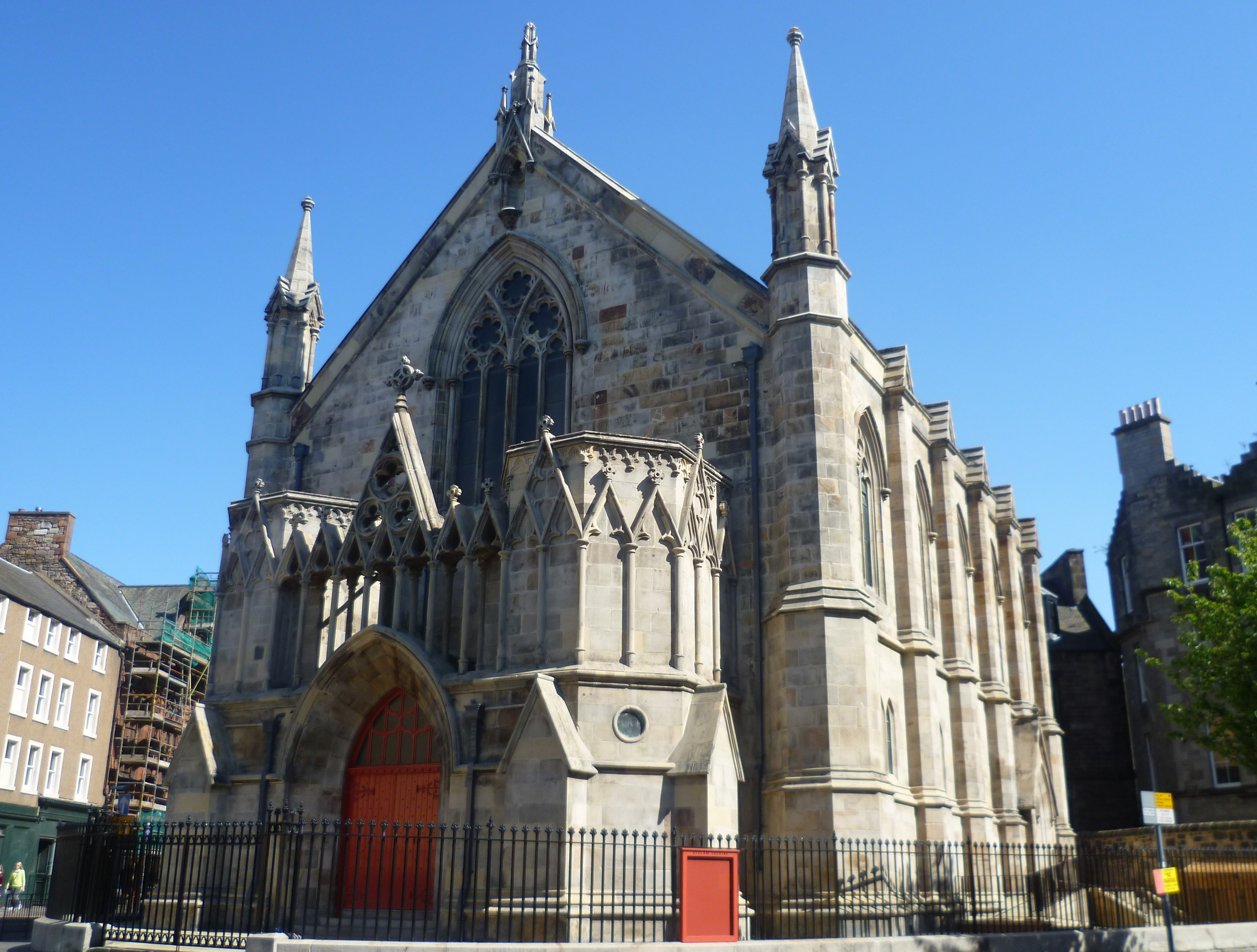
Bedlam Theatre